# Крячково (Рыбинский район)
В Ярославской области есть ещё одна деревня Крячково, в Ростовском районе.
Крячково — деревня в Глебовском сельском округе Глебовского сельского поселения Рыбинского района Ярославской области .
Деревня расположена на северо-востоке Глебовского сельского поселения, примерно в 3 км на север от автомобильной дороги с автобусным сообщением Рыбинск—Глебово. Деревня стоит на небольшом поле, в окружении лесов, в 1 км с запада от деревни это поле оканчивается на правом береге реки Юга. Ближайшая деревня, Новинки, расположена в 1 км к востоку и связана с Крячково просёлочной дорогой. От Крячково идёт дорога на юг к селу Раздумово. К северу от деревни лесная местность, переходящая в низкий заболоченный берег залива Рыбинского водохранилища. Ручей, текущий с востока от деревни, между Крячково и Новинками в настоящее время впадает в водохранилище, до его строительства был правым притоками реки Юга .
Деревня Кречкова указана на плане Генерального межевания Рыбинского уезда 1792 года.
На 1 января 2007 года в деревне числилось 7 постоянных жителей . Почтовое отделение, расположенное в посёлке Тихменево, обслуживает в деревне Крячково 31 дом .